# Aeroportul Tumeremo
Aeroportul Tumeremo (IATA: TMO, ICAO: SVTM) este un aeroport din Bolívar, Venezuela.
Situat la o altitudine de 177 m, aeroportul dispune de o singură pistă.